# مقام إبراهيم (غزة)
مقام إبراهيم (غزة) هو مقام يقع ببلدة عبسان الكبيرة في خان يونس داخل قطاع غزة. يعود بناء المقام إلى القرن الخامس الميلادي، وهو مسجل على لوائح الـيونسكو في قائمة مواقع التراث العالمي في فلسطين.

## بناؤه
يحتوي المقام على العديد من المرافق منها، تكية لتوزيع الطعام على الفقراء، وقبور وأضرحة تعود إلى العصر الروماني. تميز بعمارته التي يرجع بنائها إلى عام 606، يحتوي على أرضية فسيفسائية تتميز بالأشكال الهندسية والرسوم المتنوعة ما بين الطيور وأوراق النباتات، التي شكلت بمجموعها إرثًا تراثيًا وأثريًا. تم إعادة ترميمه بعد أن تعرض لإهمال أثرت على شكله.
كان الموقع بيت لأحد القديسين المسيحيين في العهد البيزنطي، ولما توفي تم دفنه فيه وأقيمت الفسيفساء حوله وتحول إلى ضريح، وفي العصر العثماني تمت تسميته بمقام إبراهيم الخليل. يحتوي الموقع من الجهة الشمالية على مساحة صغيرة تحتوي قبور إسلامية وأخرى بيزنطية. تعرض المقام للتدمير في الحرب الفلسطينية الإسرائيلية عام 2023.